# 小行星4772
小行星4772（英語：4772）是一颗围绕太阳公转的小行星。1989年11月2日，T. Hioki、川里信弘在奥多摩町发现了此天体。
这颗小行星的绝对星等为187.60135等。